# ノルウェー十字軍
ノルウェー十字軍はノルウェー王シグルズ1世直々に率いられた、第1回十字軍の後の1107年から1110年にかけての十字軍。シグルズは聖地エルサレムに十字軍として向かった最初の欧州の王であり、戦闘中に死去しなかった。ノルウェー十字軍の各所での行動は以前のヴァイキングの行動に類似しているが、キリスト教的目的もある程度達成している。

## エルサレムへの旅

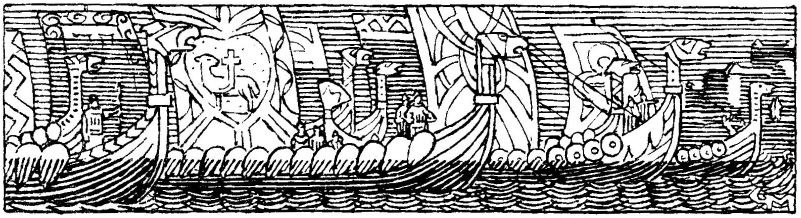
シグルズ王の出陣風景 (イェールハルド・ムンテ作 1899年)

当時のノルウェー王国は三人の異母兄弟が共同統治を行っていた状態であった。シグルズ王とオイステイン王は、どちらが十字軍を率いるかで長く議論したが、父のマグヌス3世と同行して外征経験が多かったシグルズが担当することとなった。

### ブリテン島 (1107年-08年)
シグルズとその部下は1107年の秋に60隻の船とおおよそ5000人の兵でノルウェーから出航した。秋の内にノルウェー十字軍はヘンリー1世王統治下のイングランド王国に到着した。シグルズと部下は冬の間イングランドに留まり、1108年の春に再び聖地へと出航南下した。

### イベリア半島 (1108年-09年)

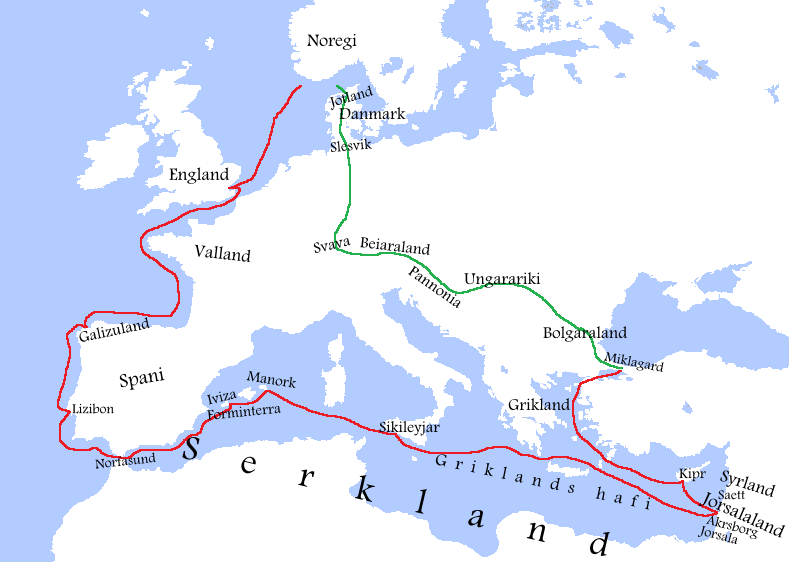
ヘイムスクリングラによるシグルズ1世のエルサレム、コンスタンティノープルへの道程(赤線)とその後の帰還(緑線)。

数ヵ月後、ノルウェー十字軍はイベリア半島北東部のガリシア王国(Galizuland)のサント・ジェームス(Jakobsland)に到着し、ここで、彼らは地方領主によって冬の間の滞在を許された。しかしながら、冬が来ると食糧が欠乏し、領主は食糧と物品のノルウェー人への売却を拒んだ。このためシグルズは軍を集めて領主の城を攻撃し、できる限りの略奪を行った。
その後の道程でガレー船の大海賊船団と遭遇したが、シグルズは海賊の船に直進し船を強襲した。その後、海賊を殺し払い船が空になると、海賊の船8隻を奪った。
さらにその後、ムスリム支配下のアル・アンダルスにあるシントラ(スィントリエーSintre、現在のポルトガルのシントラまたはより海岸線に近いコラレスに関連すると考えられる)と呼ばれる城を襲撃し、キリスト教への改宗を拒むすべての人々を殺害した。さらにイベリア半島のキリスト教徒とムスリムの境界であり、半数がクリスチャン、半数が異教徒とされるリスボンへ到着し、ここでも戦闘を行って勝利し、財宝を収奪した。その後、アルカッセ(Alkasse、恐らく現在のアルカセル・ド・サル)の町でも戦闘に勝利し、多数の住民を殺害し、町は無人になったとされている。ここでも多くの財宝を収奪した。

### バレアレス諸島 (1109年)

バレアレス諸島。もっとも大きい島が、マヨルカ島。

ジブラルタル海峡(ノルヴァスドNorfasund)を通過する際に再び海賊に遭遇し勝利した。さらに地中海(ギリシャ海Griklands hafi)周辺のサラセン人の領土を目指し、バレアレス諸島に到達した。バレアレス諸島は当時キリスト教徒には奴隷売買の中心地、海賊港としてしか知られていなかった。ムスリムの居住するバレアレス諸島にはそれまでにも小さな攻撃は行われていたが、ノルウェー人の攻撃は、バレアレス諸島で最初に記録された大規模なキリスト教徒の攻撃であった。
ノルウェー十字軍が最初に到着した場所はフォルメンテラ島で、ここで多数の青い（肌の）男たち（黒人、Blåmenn）やサラセン人(セルクル、Serkir)と遭遇し、彼らが住居とする洞窟を奪った。書物に記載された戦闘の経過は十字軍全体で最も詳細で、恐らくこの小島の歴史で最も有名な歴史的事件である。この戦闘によって、ノルウェー十字軍はそれまでに手に入れたことのないほどの財宝を略奪入手した。その後、イビザ島とメノルカ島も襲撃し、財宝を手にした。しかし、最大の島であり、当時繁栄しており要塞化のなされたマヨルカ君主国の中心地であったとされるマヨルカ島の攻撃は行わなかったようである。このノルウェー十字軍の勝利の逸話は近隣のキリスト教諸侯や法王庁を触発し、イタリア及びイベリア半島のキリスト教諸侯による「1113年から1115年のバレアレス諸島遠征」のきっかけとなった。

### シチリア島(1109年-10年)
1109年春、シチリア島(Sikileyjar)に到着し、シチリア王国を統治していた当時14歳のシチリア国王ルッジェーロ2世に王宮に招かれ歓待を受けた。

### エルサレム王国(1110年)

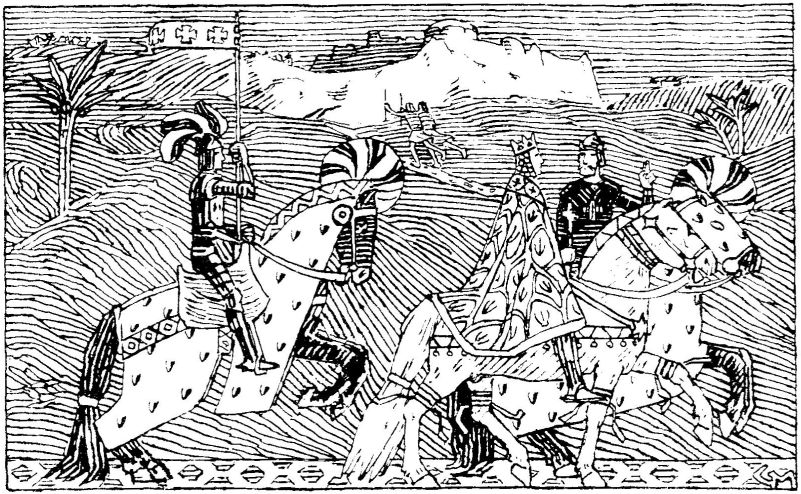
エルサレムからヨルダン川まで騎乗するシグルズ王とボードゥアン1世。
(イェールハルド・ムンテ作 1889年)

1110年の夏、シグルスと部下はついにイスラエル沿岸のアッコ（アッカー）港(Akrsborg)(あるいはヤッファ)に到着した。
その後陸路でエルサレムを訪れ、同地を統治する十字軍王（エルサレム王国）ボードゥアン1世と面会した。ノルウェー十字軍は歓迎され、ボードゥアンとシグールは共にヨルダン川へと乗馬し、再びエルサレムへ戻った。
その後ボードゥアン1世が、ファーティマ朝のシリアの要塞都市シドン(サイダ)攻略へ向かうと、ヴェネツィア総督のオルデラフォ・ファリエロらと共にシグールと部下はこれに加わりシドン包囲戦を行ったとされる。この町はキリスト教側に占領され、ユースタス1世グレニエに与えられシドン卿領が形成された。
シグルスは戦利品または友情の証、十字軍参加の記念品として、多くの宝物やイエスが実際に磔られていたと伝承される聖十字架の破片を含む聖遺物を与えられた。これはノルウェー十字軍にキリスト教布教を継続する気持ちを与え、のちにノルウェーのオーラヴ2世の墓所に持ち帰られた。

## 帰還

### コンスタンティノープルへ (1110年)

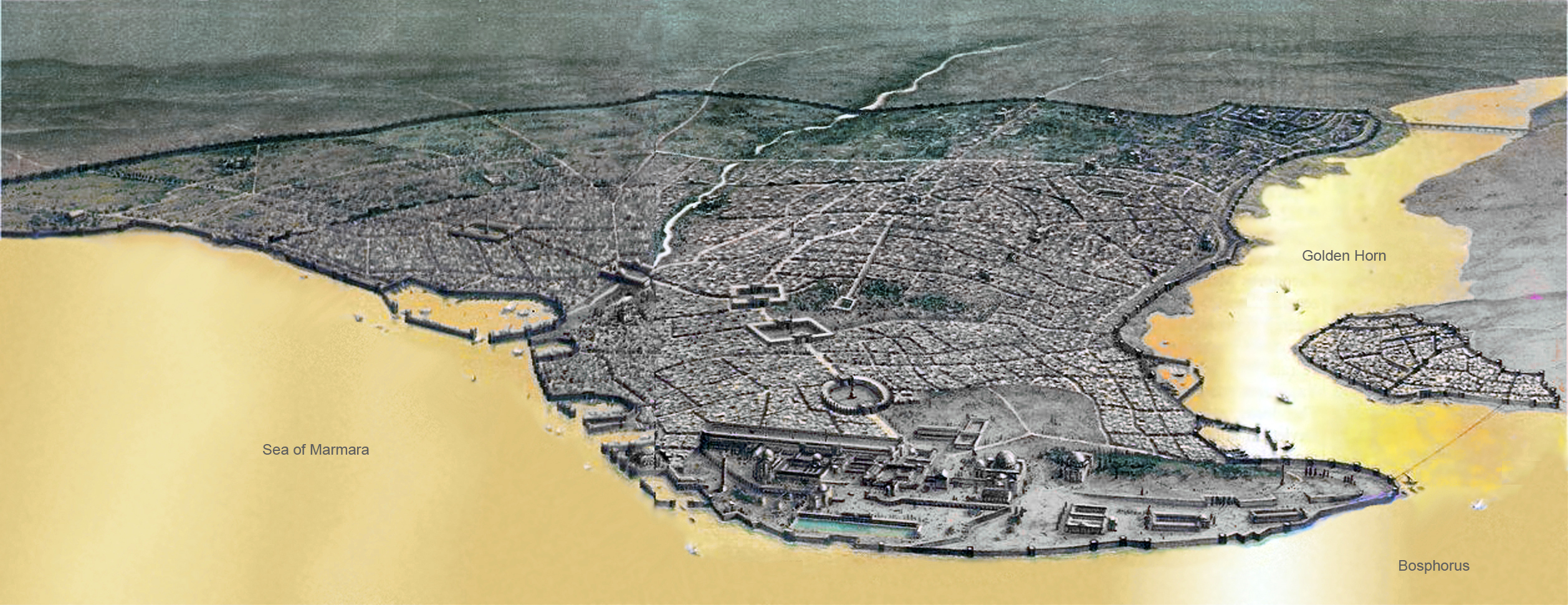
東ローマ帝国時代のコンスタンティノープル

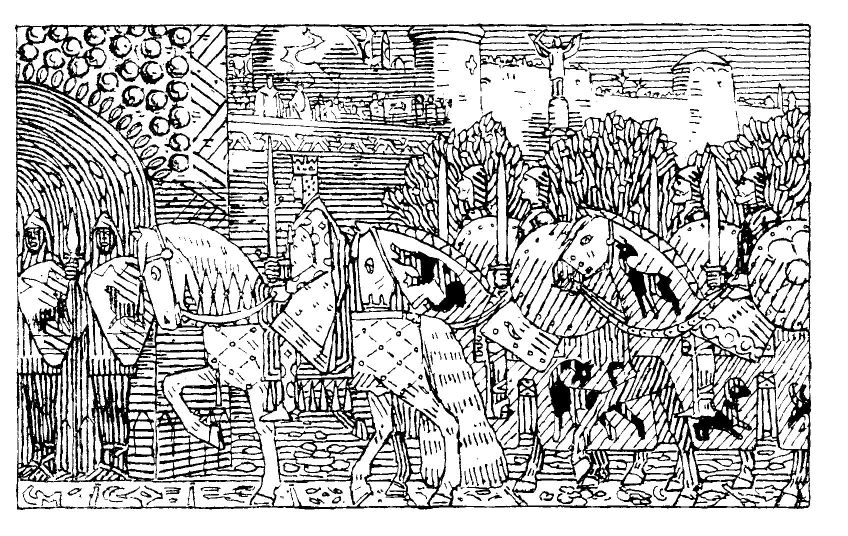
シグルズと部下のミクラガルド（Miklagard, コンスタンティノープル）到着、イェールハルド・ムンテ画。

この後、シグルズと部下はキプロス島へ航海し、ここに短期間滞在したのち、さらにギリシャへ向かいエンギルスネス（Engilsnes）と呼ばれる港を訪れた。シグルズは東ローマ帝国を訪れる際、船の帆をいっぱいにはらませてより強い印象を与えたいと望み、このため横風を待つためにしばらくこの地に滞在した。
その後に東ローマ帝国の首都コンスタンティノープルに到着し、ノルウェー十字軍は「すべての土地の上に都市、城、小さな町がそれぞれ隙間なく軒を連ねる」光景を目にした。シグルズの船団はとても密集していたため、まるでひとつの巨大な帆で出来ているかのように見えた。コンスタンティノープル中の住民がシグルズの入港を見物に来て、皇帝アレクシオス1世コムネノスは港を開けた。

### ノルウェーへ (1110年-13年)
シグルズはノルウェーに戻る準備を整えるため、彼は貴重な船首像と船を皇帝に差し出し、ここまで略奪してきた財物を処分した。代わりに皇帝は祖国までの帰路で利用する屈強な馬を提供した。部下の多くがビザンチン帝国でヴァリャーグとして雇用され、ビザンチンに残ることとなった。

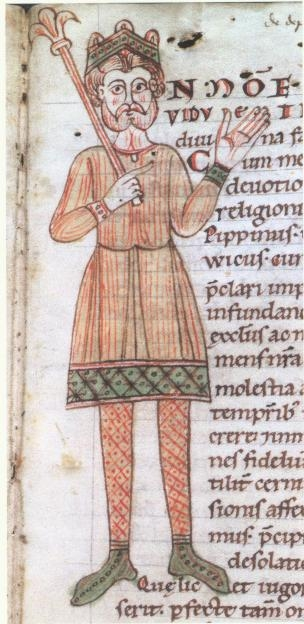
ロタール3世

シグルズはその後恐らく3年程かけて,、ブルガリア(Bolgaraland)からハンガリー(Ungararíki)、パンノニア、シュヴァーベン(Sváva)、バヴァリア(Beiaraland)を旅し（「ヴァリャーグからギリシアへの道」参照）、そこで神聖ローマ帝国(Rómaborg)皇帝ロタール3世と面会した。その後デンマークにたどり着き、デンマーク王ニルスに迎えられた。ニルスにノルウェーへの航海のために船を与えられ、帰国した。
ノルウェーは共同統治の王で異母兄弟のオイステイン王が強力に統治していたため、シグルズの留守中も統治が乱れることは無かった。

## 再出兵（カルマル十字軍）
帰国後のシグルズは1123年の夏に、古ノルドの宗教が盛んであったスウェーデンのカルマル（スモーランド地方）やエーランド島に対して十字軍を起こし、出兵している。カルマル十字軍やカルマル海上遠征と言われるこの出兵は、デンマーク王ニルスと協定を結んで行われたが、ニルスはスウェーデン王女マルガレータ・フレドクッラを妻に迎えていたため出兵していない。シグルスは同地で住民に強制的なキリスト教化を行い、略奪により数多の財宝と牛1500頭を持ち帰った。

## 註